# Asyneuma macrodon
Asyneuma macrodon là loài thực vật có hoa trong họ Hoa chuông. Loài này được (Boiss. & Hausskn.) Bornm. mô tả khoa học đầu tiên năm 1921.